# Ángel Avilés
Ángel Avilés (y) Merino (Córdoba, 24 de enero de 1842 - Madrid, 13 de noviembre de 1924) fue un pintor, acuarelista, escritor, diplomático, político y erudito español, traductor también del inglés y el alemán.

## Biografía
De familia de boticarios proveniente de Montoro, su padre, Francisco Avilés Cano (1805-1860) puso una farmacia en Córdoba y publicó algunas poesías fruto de sus tertulias de rebotica. Se casó a los treinta y seis años, en 1841, con Juana Merino Pulido (1811-1871), de la que tuvo siete hijos, Ángel el primogénito. Entre ellos, Francisco heredó el oficio del padre y fue, además de farmacéutico y presidente del Colegio Oficial de Farmacéuticos de Córdoba (1903-1910), escritor de temas literarios y científicos, entre ellos La Sierra de Córdoba (1906). Otro hermano, Benito, fue médico y también escritor. Josefa fue pintora autodidacta y su sobrino Francisco llegó a ser director en 1930 de la Escuela de Artes y Oficios de Córdoba.
En el Instituto Provincial de Córdoba se entusiasmó con el dibujo y la pintura, y al concluir allí empezó a colaborar en la sección internacional de varias revistas; estudió Derecho en Granada y se licenció, aunque apenas ejerció, si bien se colegió en Madrid en 1895. Fue secretario del ministro de Ultramar en el revolucionario año de 1868, y en 1869 ingresó en la Real Academia de Córdoba con un discurso sobre William Shakespeare, pero en 1870 marchó a Perú con un pariente que se encargó allí de organizar Escuelas Normales de Magisterio. Estuvo tres años y fue nombrado allí vicecónsul de España en Lima; entre sus actividades, se dedicó a traducir libremente del inglés al menos dos novelas del capitán Thomas Mayne-Reid impresas en Madrid en 1870 y 1873, La cazadora salvaje y Los cazadores de jirafas. A su vuelta residió en Madrid, algo que al cabo se convirtió en definitivo. La Real Academia de Córdoba lo aprovechó para nombrarlo secretario de la  comisión permanente de este instituto en Madrid. En 1875, al concluir con la Restauración de Alfonso XII la I República, se formó como pintor en el estudio de José Casado del Alisal e ingresó en la Sociedad de Acuarelistas, donde hizo amigos como Antonio Maura, Ricardo de Madrazo, Casimiro Sainz, Alejandro Ferrant, Francisco Domingo y Nicolás Mejía.
Reanudó su carrera administrativo-diplomática en Manila (1893), con el cargo de director general de Administración Civil. Movido por inquietudes propias del Regeneracionismo, se interesó en reformar la economía, cultura y educación de los tres archipiélagos que constituían la colonia filipina y propuso a su amigo Antonio Maura, ministro entonces de Ultramar, la creación de una exposición para mostrar los productos y avances técnicos, agrícolas e industriales de Filipinas, consultando diversas instituciones allí existentes. Aprobada la idea, se supo que China y Japón no concurrirían oficialmente y Avilés viajó a estos países para atraer a empresarios individualmente, y regresó a mediados de julio de 1894.
La Exposición Regional de Filipinas fue inaugurada el 23 de enero de 1895 en los alrededores de la Escuela de Agricultura de Manila, cuyo edificio sirvió de pabellón central, con un discurso de Avilés. Reunió asimismo las donaciones de artistas implicados de tema filipino: Lorenzo Rocha, Juan Luna, Félix Martínez y Miguel Zaragoza, iniciando una colección de arte. Asimismo, pintó el mismo acuarelas de todos los países que visitaba, en especial marinas 
La colección que llegó a formar era esencialmente de obras de pequeño formato, grabados y dibujos regalados por sus amigos y conocidos, aunque también había algunas de maestros antiguos que pudo adquirir, porque no podría sufragar el espacio necesario para colgarla o guardarla. Contaba con cuadros de Antonio del Castillo, Juan Ribalta, Antonio Palomino, Francisco de Goya o Félix Lorente, y una mayoría de anónimos. De contemporáneos tenía más obras: Aureliano de Beruete, Carlos de Haes, Francisco Pradilla, Joaquín Sorolla, Ignacio Pinazo, José Garnelo, Gonzalo Bilbao, Ramón Casas y Julio Romero de Torres. Y no pocos pintores filipinos. A su amistad con Maura, pintor aficionado, se debe una multitud de piezas, también de sus hermanos Francisco y Bartolomé y amigos como José Casado del Alisal, Casimiro Sainz, Nicolás Mejía (que le pintó un retrato), los hermanos Germán y Daniel Zuloaga o Tomás Campuzano.
Donó parte de su biblioteca a la Biblioteca Municipal de Córdoba, 2792 libros, entre ellos noventa ejemplares de publicaciones filipinas y cubanas que forman su Colección Ultramar, y su colección de pinturas al Museo de Bellas Artes de Córdoba, 433 piezas, donde por un tiempo tuvo sala propia. Por esta generosa faceta filantrópica le dieron la Gran Cruz de Alfonso XII.
Reforzó su carrera política desde 1880. Fue secretario del escritor Adelardo López de Ayala (1828-1879), entonces Ministro de Ultramar, y luego del mallorquín Antonio Maura Montaner (1853-1925), acuarelista aficionado, con quien hizo diversos viajes culturales y artísticos. Fue diputado por el distrito de San Germán (Puerto Rico), y en 1886 ingresó en el Círculo de Bellas Artes, del que fue socio fundador y honorario. En él hizo exposiciones y dio conferencias sobre el retrato que fueron publicadas en 1886 y luego en la Revista Contemporánea desde el 30 de octubre de 1896, a las que añadió luego un Apéndice publicado aparte en 1897. En 1893 entró en la Real Academia de Bellas Artes de San Fernando con un discurso sobre técnicas de acuarela. A esta institución dedicó muchos de sus últimos desvelos; incluso realizó el catálogo de sus obras de arte y dirigió su biblioteca. 
Cuando regresó de Filipinas publicó en Madrid la mayor parte de sus escritos: Cantares cordobeses (1898), Madrigales y epigramas (1901), Sonetos y cantares (1901) y Metros varios (1901). Dejó de pintar profesionalmente en 1907, y obtenido una mención honorífica en la Exposición Internacional de 1892-1893 por una de sus acuarelas, y otra en la Exposición Nacional de Bellas Artes de 1896.
Senador por la Real Academia de Bellas Artes de San Fernando (1901-1922), publicó su discurso de nochebuena de 1901 Sobre Instrucción pública y Bellas Artes, con el que consiguió incluir la asignatura de Dibujo como oficial en los centros de enseñanza de España. Los profesores de dibujo se lo agradecieron regalándole un álbum con diversas piezas de su mano.
Con motivo del centenario de su muerte, el Museo provincial de Córdoba organizó una exposición temporal, Donación Avilés. Centenario (1922-2022). Existe un grabado de su efigie en el Boletín de la Real Academia de Ciencias, Bellas Letras y Nobles Artes de Córdoba de 1924 y un retrato al óleo de Nicolás Megía en el Museo de Córdoba, de 1887.

## Obras
- ¡¡Curación radical!! Comedia en un acto, manuscrito, sin año.
- La felicidad: traducción de Metastasio, 1869.
- Discurso del Excmo. Sr. D. Angel Avilés, Director General de Administración Civil y Vicepresidente de la Junta General de la Exposición Regional Filipina, en el solemne acto inaugural del certamen el día 23 de enero de 1895. Manila: Establecimiento Tipo-litográfico de Ramírez y Compañía, 1895.
- El retrato. Apéndice, Madrid: Imprenta de los hijos de M. G. Hernández, 1897 (1886).
- Cantares cordobeses, Madrid: Sucesores de Ribadeneyra, 1898
- Madrigales y epigramas, Madrid: Sucesores de Ribadeneyra, 1901.
- Metros varios, Madrid: Suc. de Rivadeneyra, 1901
- Sonetos y cantares, Madrid: Suc. de Rivadeneyra, 1901.
- Instrucción pública y Bellas Artes. Discurso que pronunció en el Senado, el día 24 de diciembre de 1901, don Ángel Avilés, senador por la Real Academia de Bellas Artes, Madrid: Tip. Hijos de J. A. García, 1902.
- Catálogo de las obras de arte existentes en el Palacio del Senado, Madrid:	Hijos de J. A. García, 1903.